# Ley de validez de los actos del gobierno de facto
La validez de los actos del gobierno de facto supone la convalidación de las normas dictadas por el gobierno de facto en Uruguay luego de restablecida la democracia en 1985.
A este respecto la ley N.º 15.738 del 13 de marzo de 1985 dispuso:
A) Declarar que las normas dictadas con carácter de actos legislativos durante el período de facto, entre el 19 de diciembre de 1973 y el 14 de febrero de 1985, se identificaran como "Decretos-leyes"
B) Que dichos actos se declaran con valor y fuerza de ley
C) Que no ingresaban dentro de dicha convalidación una lista de decretos-leyes que se enumeran como no vigentes o nulos
D) Dispuso además que todos los poderes y entes del gobierno procedieran a revocar de oficio, en la órbita de su competencia, los actos administrativos ilegítimos dictados en aplicación de dichos actos legislativos nulos, precisando en cada caso los efectos de la revocación.
Desde luego que todas las disposiciones que crearon órganos de gobierno en sustitución de los previstos en la Constitución cayeron automáticamente. Lo mismo respecto de las decisiones generales o particulares que violentaban los derechos humanos consagrados en la Carta.